# Ulrich Gurtner
Ulrich «Ueli» Gurtner (* 1956 in Winterthur) ist in Guatemala Direktor der Fedecocagua, im Vorstand der Bank Banrural und ehemaliger Schweizer Fussballspieler.

## Leben

### Kindheit
Seine Kindheit erlebte Gurtner in seiner Heimatstadt Winterthur. Sein Vater, der in der Lehrlingswerkstatt der Sulzer arbeitete, sowie sein Grossvater waren gewerkschaftlich aktiv.

### Fussballkarriere
Gurtner spielte beim FC Winterthur in den 1970er-Jahren als Verteidiger in der höchsten Schweizer Liga, der Nationalliga A, mit.

### Anstellung beim Handelshaus Volkart und Rausschmiss
Nach Abschluss seiner Aktivkarriere, eines dreijährigen Bankpraktikums und Jurastudium kam er 1982 für das Handelshaus Gebrüder Volkart (ab 1988 Volcafe) nach Guatemala. Als er dann 1986 über Mittelsmänner von Anacafe aufgefordert wurde Schmiergelder in Höhe von 300'000 US-Dollar zahlen, um eine vorher widerrufene Exportlizenz wieder zu erhalten, hat sich dieser geweigert Schmiergelder zu zahlen und nach Rückfrage in der Schweiz wurde ihm beschieden, dass er keine Ahnung von den lokalen Gepflogenheiten im Land habe. Da er weiterhin dieser Forderung nicht Folge leistet wurde er, unter Führung des dazumaligen Volcafé-Direktor Paul Moeller 1994 von einem bewaffneten Truppe zur Kündigung gezwungen und aufgefordert, das Land sofort zu verlassen. Er erhielt ebenfalls Todesdrohungen.

### Aufbau von Fedecocagua
Da Gurtner einen kleinen Sohn im Guatemala hatte, kehrte er bald ins Land zurück und nahm eine Anstellung als Berater bei der Genossenschaft Fedecocagua an. 1998 wurde er dort zum Geschäftsführer gewählt. In seiner Zeit hat sich die Produktion der Genossenschaft, die so viel wie möglich unter diversen Labels (Fairtrade, Starbucks, Rainforest Alliance, …) absetzt, von 16'000 auf eine halbe Million Säcke erhöht. 2007 wurde mit der «Stiftung Ulrich Gurtner Kappeler» eine neu gegründete Stiftung aus dem Umfeld von Fedecocagua ihm zu Ehren benannt. Für die Genossenschaft Fedecogagua sitzt Gurtner im Vorstand der Bank Banrural, an der die Genossenschaft einen Anteil von 11 % (2011) hält.
Vom Mordfall an Anwalt Rosenberg, der wie sich später herausstellte seine Mörder selbst bestellte, wurde er auch tangiert. Rodrigo Rosenberg, ein Feind der Genossenschaftsbewegung, beschuldigte in einem Video nach seinem Selbstmord den Privatsekretär des sozialdemokratischen Präsidenten, den Mord durchgeführt zu haben, die Bank Banrural der Korruption und Hinterziehung staatlicher Gelder und verunglimpfte den Marketingchef von Fedecocagua als Gauner und Mörder.
Im März 2023 wurde Gurtner verhaftet, ihm wird vorgeworfen, Geld gewaschen und sich dafür mit einer von der UNO unterstützten internationalen Kommission verschworen zu haben.

## Dokumentation
- Ueli Gurtner – Revolutionär wider Willen.  SF DRS, Dok-Sendung 11. Januar 2012.[6]
- Ein Duft von Freiheit. SRF, 2020.[7]